# Bellmanstatyn
Bellmanstatyn är en skulptur skapad 1872 av Alfred Nyström som föreställer Carl Michael Bellman. Verket finns på Hasselbacken, Södra Djurgården och vid Kräftriket intill Brunnsviken, båda i Stockholm.
| Bellmanstatyn med Hasselbackens lusthus (vänster) och vid Brunnsviken intill Kräftriket (höger). |  | Bellmanstatyn med Hasselbackens lusthus (vänster) och vid Brunnsviken intill Kräftriket (höger). |
| Bellmanstatyn med Hasselbackens lusthus (vänster) och vid Brunnsviken intill Kräftriket (höger). |  |                                                                                                  |

Bellmanstatyn var Nyströms debutverk och blev mycket uppskattat. År 1870 fick han uppdraget att skapa denna staty i bronserad zink. August Strindberg satt modell. Nyström umgicks med Strindberg och kallas Albert i dennes självbiografiska roman Tjänstekvinnans son. Statyn visar en sittande Bellman med sin luta på en hög sockel av granit. 
Verket avtäcktes 1872 på Hasselbacken på Djurgården och det var nära att den närliggande Bellmanseken skulle sågas ner för att ge plats åt statyn men placeringsfrågan löstes och idag står Bellmansstatyn och Bellmanseken intill varandra.  En kopia av verket finns vid Kräftriket där Bellman blickar ut över Brunnsviken.